# Haripur (Distrikt)
Der Distrikt Haripur ist ein Verwaltungsdistrikt in Pakistan in der Provinz Khyber Pakhtunkhwa. Sitz der Distriktverwaltung ist die gleichnamige Stadt Haripur.
Der Distrikt hat eine Fläche von 1725 km² und nach der Volkszählung von 2017 1.003.031 Einwohner. Die Bevölkerungsdichte beträgt 581 Einwohner/km².

## Geografie
Der Distrikt befindet sich im Nordosten der Provinz Khyber Pakhtunkhwa, die sich im Norden von Pakistan befindet und grenzt an das Hauptstadtterritorium Islamabad.

## Geschichte
Der Distrikt wurde 1991 aus Teilen von Abbottabad geschaffen.

## Demografie
Zwischen 1998 und 2017 wuchs die Bevölkerung um jährlich 1,97 %. Von der Bevölkerung leben ca. 7 % in städtischen Regionen und ca. 93 % in ländlichen Regionen. In 163.490 Haushalten leben 498.481 Männer, 504.483 Frauen und 67 Transgender, woraus sich ein Geschlechterverhältnis von 98,8 Männer pro 100 Frauen ergibt und damit einen für Pakistan seltenen Frauenüberschuss.
Die Alphabetisierungsrate in den Jahren 2014/15 bei der Bevölkerung über 10 Jahren liegt bei 69 % (Frauen: 59 %, Männer: 81 %) und damit deutlich über dem Durchschnitt der Provinz Khyber Pakhtunkhwa von 53 %.
| Jahr | Einwohnerzahl |
| ---- | ------------- |
| 1972 | 417.561       |
| 1981 | 479.031       |
| 1998 | 692.228       |
| 2017 | 1.003.031     |